# Emmanuel Aubert
Pour les articles homonymes, voir Aubert.
 (juillet 2021).
Si vous disposez d'ouvrages ou d'articles de référence ou si vous connaissez des sites web de qualité traitant du thème abordé ici, merci de compléter l'article en donnant les références utiles à sa vérifiabilité et en les liant à la section « Notes et références ».
Emmanuel Aubert est un homme politique et général de brigade français né le 23 avril 1916 à Tunis (Tunisie) et mort le 9 juin 1995 à Monaco (Monaco).

## Biographie
Général de brigade aérienne du cadre de réserve, Emmanuel Aubert se lance dans la politique dans les années 1960 où il devient une personnalité politique majeure de la ville de Menton.
Il est élu député de la quatrième circonscription des Alpes-Maritimes en 1968 et le restera jusqu'à sa mort en 1995 ayant été réélu successivement en 1973, 1978, 1981, 1986, 1988 et 1993 sous l'étiquette UDR puis RPR. En 1986, il est rapporteur de la commission d'enquête crée par l'Assemblée nationale à la suite de l'affaire Malik Oussekine.
En 1977, il parvient à ravir la mairie de Menton à son éternel rival, Francis Palmero, qui la tenait depuis 1953. Réélu en 1983, il la cèdera en 1989 à Jean-Claude Guibal.
Conseiller régional de la région Provence-Alpes-Côte d'Azur, il sera nommé premier Vice-Président du Conseil régional de Provence-Alpes-Côte d'Azur par Jean-Claude Gaudin à la victoire de la droite en 1986. Il était tête de liste dans les Alpes-Maritimes de la liste d'opposition nationale.

## Mandats
Député
- 30 juin 1968 - 1er avril 1973 : député de la quatrième circonscription des Alpes-Maritimes (UDR)
- 11 mars 1973 - 2 avril 1978 : député de la quatrième circonscription des Alpes-Maritimes (UDR)
- 19 mars 1978 - 22 mai 1981 : député de la quatrième circonscription des Alpes-Maritimes (RPR)
- 21 juin 1981 - 1er avril 1986 : député de la quatrième circonscription des Alpes-Maritimes (RPR)
- 16 mars 1986 - 14 mai 1988 : député des Alpes-Maritimes (RPR)
- 12 juin 1988 - 1er avril 1993 : député de la quatrième circonscription des Alpes-Maritimes (RPR)
- 28 mars 1993 - 9 juin 1995 : député de la quatrième circonscription des Alpes-Maritimes (RPR)

Maire
- 1977 - 1989 : Maire de Menton (Alpes-Maritimes)

Conseiller régional
- Conseiller régional de la région Provence-Alpes-Côte d'Azur
- Vice-Président du Conseil régional de Provence-Alpes-Côte d'Azur (1986)